# Hjerteforeningen
Hjerteforeningen, formelt Hjerteforeningen, Foreningen til Hjertesygdommenes bekæmpelse er en dansk interesseorganisation med fokus på forskning, forebyggelse og patientstøtte. Organisationen blev stiftet i 1962 og har 130.000 medlemmer (2019) fordelt på 86 lokale afdelinger, 7 motionsklubber og 3 patientklubber: Børneklubben, Hjerte- og lungetransplantationsklubben og ICD-klubben. Foreningen støtter den danske forskning i hjerte-kar-sygdomme med over 20 millioner kroner årligt.
Hjerteforeningen søger at varetage hjerte-kar-patienternes interesser overfor såvel politikere som sundhedsvæsenet. Den driver rådgivningstelefonen Hjertelinjen.
Foreningens formand er Lars Vinge Frederiksen, mens Anne Kaltoft er administrerende direktør.
Kronprinsesse Mary er protektor for Hjerteforeningen.